# Wilhelmina Models
Wilhelmina Models è una agenzia di moda fondata nel 1967 dalla modella Wilhelmina Cooper e da suo marito Bruce Cooper a Manhattan. L'agenzia ha uffici a New York, Los Angeles, Miami e Monaco di Baviera, dove l'agenzia è però chiamata Wilhelmina-Nova Models.

## Storia
Fondata nel 1967, la Wilhelmina Models è stata venduta negli anni novanta a Dieter Esch, che ha nominato presidente della Wilhelmina sua figlia Natasha Esch.
Nel 1996 è stato pubblicato il volume The Wilhelmina Guide to Modeling (ISBN 0-684-81491-9) dalla Simon & Schuster di New York. Benché l'autore del libro risulti essere Natasha Esch, in realtà colui che ha scritto la guida è C.L.Walker, modella dell'agenzia all'epoca della pubblicazione. All'uscita del libro, si scatenò una moderata polemica per via delle rivelazioni contenute nel libro relative al trattamento delle modelle ed alla realtà degli affari.
Nel 1999 Brad Krassner ha rilevato il 50% della compagnia, ed insieme a Dieter Esch attualmente gestisce l'agenzia.
Nel 2004 l'agenzia ha creato una seconda divisione dell'azienda chiamata Wilhelmina Image, destinata allo scouting ed alla formazione di nuovi talenti.
Nel 2007 l'agenzia Charlotte della Carolina del Nord si è unita alla Wilhelmina, diventando Wilhelmina-Evolution.
Nel 2008, la compagnia ha firmato un accordo per fondersi con la agenzia pubblicitaria New Century Equity Holding company.
Nel giugno 2008, la cantante Ciara ha firmato un accordo con Wilhelmina per commercializzare una sua linea di abbigliamento.

## Modelli rappresentati
Il seguente è un elenco incompleto dei principali modelli rappresentati dalla Wilhelmina Models.
- Gabriel Aubry
- Joyce Bartle
- Aija Bārzdiņa
- Michael Bergin
- Lorraine Bracco
- Esther Cañadas
- Gia Marie Carangi
- Adrian Cardoso
- Gemelli Carlson
- Lois Chiles
- Alexandra Crandell
- Pam Dawber
- Andrea Denver
- Janice Dickinson
- Savelina Fanene
- Elia Fongaro
- Magdalena Frackowiak
- Sarah Michelle Gellar
- Nikki Gentile
- Cindy Harrell
- Katherine Heigl
- Boyd Holbrook
- Whitney Houston
- Anjelica Huston
- Lauren Hutton
- Iman
- Vladimir Ivanov
- Beverly Johnson
- Michelle Johnson

- Grace Jones
- Stella Keitel
- Candace Kita
- Jon Kortajarena
- Jessica Lange
- Ida Lundgren
- Alex Lundqvist
- Anais Mali
- Wendie Malick
- Fabio Mancini
- Valeria Mazza
- Charlotte McKinney
- Leighton Meester
- Meiling Melançon
- Sasha Melnychuk
- Noah Mills
- Enrique Palacios
- Jacqueline Ray
- Krysten Ritter
- Marcus Schenkenberg
- Larry Scott
- Jason Shaw
- Ava Smith
- Andrew Stetson
- Janine Turner
- Mark Vanderloo
- Cassie Ventura
- Sela Ward
- Sam Way

## Celebrità rappresentate
Il seguente è un elenco incompleto delle principali celebrità rappresentate dalla Wilhelmina Models.
- Fergie
- Amerie
- Beyoncé
- Demi Lovato
- Tom Berenger
- Brandy
- Ciara
- Ryan Cabrera
- Jenna Elfman
- Rebecca Gayheart
- Nick Lachey
- Nyle DiMarco
- Iggy Azalea

- Lisa Leslie
- Matthew Modine
- Jamie-Lynn Sigler
- Ashlee Simpson
- Jessica Simpson
- Katelyn Tarver
- Vanessa L. Williams
- Cassie
- Christina Schmidt